# Берхард Боргреве
Берхард (Бернард) Роберт Август Боргреве (нім. Bernard Robert August Borggreve; 1836—1914) — німецький лісник, зоолог, ботанік і викладач.

## Біографія
Берхард Боргреве народився 6 липня 1836 року в місті Магдебург. 
Отримав спеціальну освіту в Лісоводській Академії міста Еберсвальді (нім. Hochschule für nachhaltige Entwicklung Eberswalde), потім продовжив навчання в університетах Грайфсвальду і Бонна.
Отримав ступінь доктора філософії, зайняв кафедру ботаніки Боннського університету, а потом перейшов професором лісових наук і директором в Мюнденску лісову академію (Пруссія).
З 1877 року Боргреве разом з Грунертом редагував журнал «Forstliche Blätter».
Берхард Боргреве помер 5 квітня 1914 року у Вісбадені.
В районі Райнікендорф міста Берлін одна з вулиць названа в его честь «Borggrevestraße».

## Вибрана бібліографія
- «Heide und Wald. Specielle Studium und generelle Folgerungen über Bildung und Erhaltung der sogenannten natürlichen Vegetationsformen der Pflanzengemeinden» (1875);
- «Die Vogelschutzfrage nach ihrer bisherigen Entwickelung» (1878, 2 изд., 1888):
- «Die Gesetzliche Regelung der Feld- und Forst-Polizei» (1880);
- «Die Holzzucht» (1885);
- «Die Forstabschätzung. Ein Grundriss der Förstertragsregelung und Waldwerthrechnung» (1888)
- «Die Verbreitung und wirthschaftliche Bedeutung d. wichtigeren Waldbaumarten innerhalb Deutschlands» (1888).